# Humanitas
Humanitas är ett rumänskt bokförlag i Bukarest, som grundades 1 februari 1990 (efter rumänska revolutionen)  av filosofen Gabriel Liiceanu. Dess valspråk är "bunul gust al libertății" ("frihetens goda smak").
Under sina första verksamhetsår gav Humanitas ut flera verk av landsflyktiga rumänska författare som tidigare hade censurerats i landet, som E.M. Cioran, Mircea Eliade, Monica Lovinescu, Virgil Ierunca och Eugène Ionesco.
Förlaget ger ut verk inom skönlitteratur, filosofi, religionsvetenskap, samhällsvetenskap, statsvetenskap, historia, självbiografier, barnböcker och självhjälpsböcker.

## Betydande rumänska författare som utgivits av förlaget
- Lucian Blaga
- Lucian Boia
- Anne av Bourbon-Parma
- Mircea Cărtărescu
- E.M. Cioran
- Lena Constante
- Petru Creția
- Neagu Djuvara
- Mircea Eliade
- Paul Goma
- Virgil Ierunca
- Eugène Ionesco
- Gabriel Liiceanu
- Monica Lovinescu
- Constantin Noica
- Horia-Roman Patapievici
- Andrei Pleșu